# Principe di Musocco
Il titolo di Principe di Musocco è stato un titolo nobiliare italiano che venne concesso  nel 1885 da Umberto I di Savoia a Giangiacomo Trivulzio, un politico milanese, discendente dell'omonima casata milanese. Dopo la morte di Giangiacomo il titolo passò Luigi Alberico Trivulzio.

## Principi di Musocco (1885)
- Gian Giacomo (1839-1902), VIII marchese di Sesto Ulteriano, dal 1885 ottiene anche il titolo di I principe di Musocco
- Luigi Alberico (1868-1938), II principe di Musocco, IX marchese di Sesto Ulteriano
- Gian Giacomo (1896-1978), III principe di Musocco, X marchese di Sesto Ulteriano

Estinzione del ramo